# Проблемы Ландау
Проблемы Ландау — четыре теоретико-числовых гипотезы, выделенные в 1912 году Эдмундом Ландау как главные и «неприступные при текущем состоянии математики» в докладе на Международном конгрессе математиков:
- гипотеза Гольдбаха: можно ли любое целое чётное число, большее 4, записать в виде суммы двух простых?
- гипотеза о числах-близнецах: бесконечно ли число простых {\displaystyle p} таких, что {\displaystyle p+2} тоже простое?
- гипотеза Лежандра: всегда ли существует по меньшей мере одно простое число, лежащее между двумя последовательными полными квадратами?
- существует ли бесконечно много простых чисел {\displaystyle p}, для которых {\displaystyle p-1} является полным квадратом? Другими словами, бесконечно ли количество простых чисел вида {\displaystyle n^{2}+1}[1]?

Все четыре проблемы по состоянию на 2025 год остаются открытыми.

## Продвижения

### Гипотеза Гольдбаха
Теорема Виноградова доказывает слабую гипотезу Гольдбаха для достаточно большого {\displaystyle n}. В 2013 году Харальд Хельфготт доказал слабую гипотезу для всех нечётных чисел, больших 5. В отличие от проблемы Гольдбаха, слабая гипотеза Гольдбаха утверждает, что любое нечётное число, большее 5, может быть выражено в виде суммы трёх простых чисел. Хотя сильная гипотеза Гольдбаха ни доказана, ни опровергнута, из её доказательства вытекало бы доказательство слабой гипотезы.
Теорема Чэня утверждает, что для всех достаточно больших {\displaystyle n} возможно представление {\displaystyle 2n=p+q}, где {\displaystyle p} простое, а {\displaystyle q} либо простое, либо полупростое. Монтгомери и Воган показали, что чётные числа, непредставимые в виде суммы двух простых, имеют плотность нуль.
В 2015 году Томохиро Ямада доказал явную версию теоремы Чэня: любое чётное число, большее {\displaystyle e^{e^{36}}\approx 1{,}7\cdot 10^{1872344071119348}}, является суммой простого числа и произведения не более чем двух простых.

### Гипотеза о числах-близнецах
Чжан Итан показал, что существует бесконечно много простых пар с промежутком, ограниченным 70 миллионами, и этот результат был улучшен до промежутка длиной 246 при объединении с проектом «Polymath». При принятии обобщённой гипотезы Эллиота — Халберстама оценка улучшается до 6 (Мейнард, Голдстон, Пинц и Йылдырым).
Чэнь показал, что имеется бесконечно много простых чисел {\displaystyle p} (позднее названных простыми числами Чэня), таких, что {\displaystyle p+2} является простым или полупростым.

### Гипотеза Лежандра
Достаточно проверить, что каждый промежуток между простыми числами, большими {\displaystyle p}, меньше величины {\displaystyle 2{\sqrt {p}}}. Таблица максимальных промежутков между простыми числами показывает, что гипотеза верна вплоть до 4×1018. Контрпример около 1018 должен иметь промежуток в пятьдесят миллионов раз больше среднего промежутка. Матомаки показал, что существует не более {\displaystyle x^{1/6}} нарушающих гипотезу примеров с последующим промежутком, большим {\displaystyle {\sqrt {2p}}}. В частности:
{\displaystyle \sum _{\stackrel {p_{n+1}-p_{n}>x^{1/2}}{x\leqslant p_{n}\leqslant 2x}}p_{n+1}-p_{n}\ll x^{2/3}}.
Результат Ингема показывает, что существует простое между {\displaystyle n^{3}} и {\displaystyle (n+1)^{3}} для любого достаточно большого {\displaystyle n}.

### Почти квадратные простые числа
Теорема Фридландера — Иванца утверждает о бесконечно большом количестве простых чисел вида {\displaystyle x^{2}+y^{4}}. Иванец показал, что существует бесконечное количество чисел вида {\displaystyle n^{2}+1} с максимум двумя простыми делителями. Анкени доказал, что при верности обобщённой гипотезы Римана для {\displaystyle L}-функций на характерах Гекке существует бесконечно много простых чисел вида {\displaystyle x^{2}+y^{2}} с {\displaystyle y=O(\log x)}.
Дешуиллерс и Иванец, улучшив результат Хули и Тодда, показали, что существует бесконечно много чисел вида {\displaystyle n^{2}+1} с бо́льшим простым множителем по меньшей мере {\displaystyle n^{1{,}2}}. Если заменить показатель на 2, получим утверждение гипотезы.

В обратную сторону, решето Бруна показывает, что существует {\displaystyle O({\frac {\sqrt {x}}{\log x}})} таких простых, меньших {\displaystyle x}.